# Louis Duchesne (réalisateur)
Pour les articles homonymes, voir Duchesne et Louis Duchesne (homonymie).
Louis Duchesne est un producteur de cinéma et réalisateur français, né le 28 mars 1926 à  Lyon et mort 27 août 2001 .

## Filmographie partielle
Réalisateur
- 1958 : Péché de jeunesse
- 1959 : Tentations (Un mundo para mí), coréalisé avec José Antonio de la Loma

Producteur
- 1967 : Jeu de massacre d'Alain Jessua (producteur associé)
- 1968 : Goto, l'île d'amour de Walerian Borowczyk
- 1972 : Les Désaxées de Michel Lemoine
- 1972 : Le Journal d'un suicidé de Stanislav Stanojevic
- 1973 : Les Chiennes de Michel Lemoine
- 1973 : Salut, voleurs ! de Frank Cassenti
- 1975 : La Coupe à dix francs de Philippe Condroyer
- 1980 : Le Rebelle de Gérard Blain
- 1981 : Un matin rouge de Jean-Jacques Aublanc
- 1993 : Chasse gardée de Jean-Claude Biette